# Vannaröd slot
Vannaröd slot er et svensk slot i Norra Mellby sogn i Hässleholm kommune i Skåne. Det ligger i landsbyen Sösdala, cirka 17 km syd for Hässleholm. Slottet blev opført i 1890 som en kopi af et skotsk slot. Det er i dag restaurant.

## Historie
Slottet blev opført af Christian Barnekow (død 1916). Han var i 1886 blevet gift med skotten Agnes Sofia Montgomery. Han lod slottet opføre som en kopi af hustruens forældres hjem. Efter hans død arvede nevøen Ernst Barnekow (død 1932) slottet. Ernst Barnekow var i en periode gift med whiskymagnaten Johnny Walkers sønnedatter, Connie.
Efter yderligere ejerskifter blev slottet i 1952 købt af Sösdala Forsamlingshusforening, og det er senere blevet restaurant.